# آرسن آواکوف
آرسن بوریسی آواکوف (اوکراینی: Арсен Борисович Аваков؛ ارمنی: Արսեն Բորիսի Ավակով زادهٔ ۲ ژانویهٔ ۱۹۶۴) یک سیاست‌مدار و کارآفرین ارمنی‌تبار اهل اوکراین است. وی از تاریخ ۲۷ فوریه ۲۰۱۴ وزیر کشور اوکراین می‌باشد.

## جوایز دولتی
اقتصاددان افتخار اوکراین (06/22/2007)
سفارش شایستگی ، درجه III (04/15/2016)
سفارش لژیون افتخار (فرانسه) (06/09/2022)